# Сырков, Фёдор Дмитриевич
Фёдор Дмитриевич Сырков (ум. в январе 1570, Великий Новгород) — новгородский боярин и благотворитель, чьё имя носит деревня и район в пригороде Великого Новгорода. Жертва опричного террора Ивана Грозного.
Представитель богатой купеческой семьи. Известен благодаря участию в возведении ряда архитектурных ансамблей:

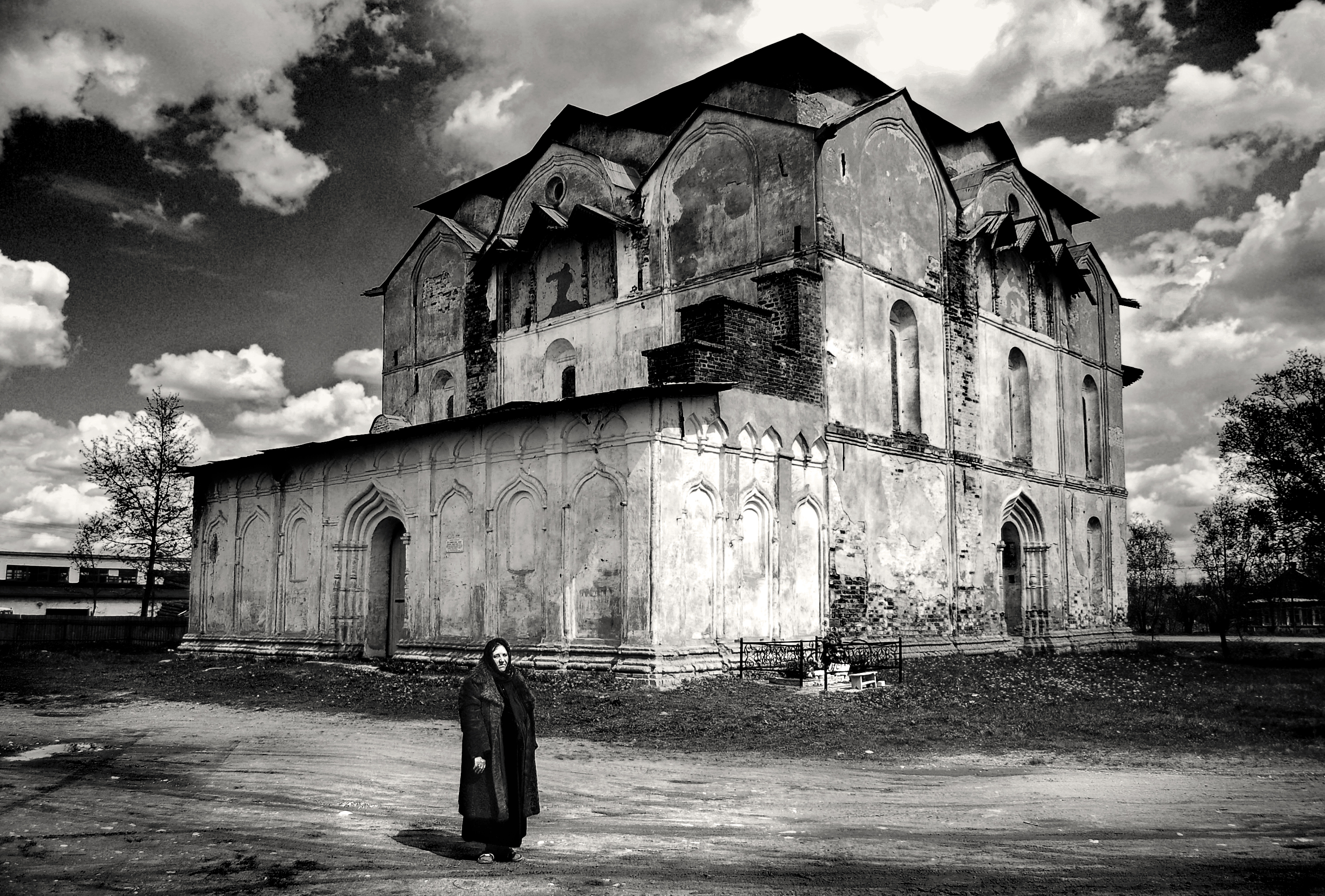
Владимирский собор Сыркова монастыря
(современное состояние)

- Сырков монастырь на реке Веряже был основан по обету Фёдором Сырковым около 1548 года в благодарность за благополучное посольство в ливонский город Колывань (современный Таллин)[1].
- Зеленецкий-Троицкий монастырь основал монах Мартирий (в миру Мина), а среди строителей упоминается и Фёдор Сырков.
- В 1560 году по приказу царя Ивана IV на левом берегу реки Тихвинки был заложен Успенский мужской монастырь. Руководство работами поручили Фёдору Сыркову.

Казнён Иваном Грозном при погроме Новгорода в январе 1570 года, как и его братья. Если верить иностранцу-опричнику Шлихтингу, Сыркова топили в Волхове и вытаскивали верёвкой, а потом варили ему ноги в котле. Якобы на издевательский вопрос царя: что тот видел в воде, Фёдор Дмитриевич ответил, что видел чертей, которые скоро заберут царскую душу.

## Память
- Сырков монастырь
- Сырково (Новгородская область)
- Сырковский район